# Offer Nissim
Offer Nissim (Hebreeuws: עופר ניסים) (Tel Aviv, 16 april 1964) is een Israëlische dj, remixer en producer. Zijn meest bekende werk is 'Diva', het nummer waarmee Dana International het Eurovisiesongfestival 1998 won. In latere jaren werkte Nissim veelvuldig samen met zangeres Maya Simantov, met wie hij in de clubscene hits scoorde als 'Searching' en 'Everybody Needs a Man'. Ook produceerde Nissim tal van remixes voor onder meer Madonna, Cher en Christina Aguilera.
Nissim behaalde tot vier keer toe de DJ Mag Top 100: plaats 29 in 2006, plaats 56 in 2007, plaats 51 in 2008 en plaats 43 in 2009. In Israël werd Nissim in 2005, 2006 en 2007 uitgeroepen tot de beste dj van het land.

## De jaren '80 en '90
Nissim werd geboren in Israël, uit ouders van Mizrachische (Iraaks-Joodse) komaf. Al op jonge leeftijd toonde hij grote interesse in muziek. Zijn muzikale carrière begon op 15-jarige leeftijd, toen hij een afwezige dj in de Theatre Club moest vervangen. Het was op deze plek waar hij later Dana International zou ontmoeten.
In 1992 verscheen Dana's debuutsingle 'Saida Sultana', een parodie op 'My Name is Not Susan' van Whitney Houston. Het optreden tijdens het tv-programma Siba la'mesiba leverde het duo een platencontract op bij IMP, een platenmaatschappij die zich richtte op dancemuziek. Er verschenen vervolgens twee studioalbums en één extended play: Dana International (1993), Umpatampa (1994) en E.P.Tampa (1995). Het volgende album, Maganuna (1996), werd uitgebracht door Helicon Records. Ondanks dat het onder meer de hits 'Maganuna', 'Don Quixote' en 'Menafnefet' bevatte, wist het duo het succes van de vorige albums niet te evenaren. Wel was de muziekvideo van 'Cinquemila' te zien op de Europese muziekzender MTV, waardoor de muziek van het duo voor het eerst internationaal gedraaid werd.
Met het nummer 'Diva', dat Nissim produceerde, vertegenwoordigde Dana in 1998 haar thuisland tijdens het 43e Eurovisiesongfestival. Hoewel zij met het lied won, zorgde zowel de overwinning als het floppen van het internationaal uitgebrachte album Free (1999) ervoor dat het duo - wegens artistieke meningsverschillen - uit elkaar ging. Nissim, die vanaf het begin openlijk homoseksueel was, was al een gevestigde dj in de lokale homoscene en besloot zich fulltime aan dit vak te wijden.

## De jaren '00 en '10
Vanaf 2000 was Nissim jarenlang de huis-dj tijdens de Playroom- en FFF-feesten, en organiseerde hij later het populaire terugkerende evenement Forever Tel Aviv. Hierdoor werd Nissim meer en meer het gezicht van de Israëlische homogemeenschap. Tegelijkertijd begon hij zich te concentreren op een eventuele internationale carrière.
In 2003 maakte Nissim zijn comeback als producer. Zijn debuutsingle 'I'm So Excited', een cover van The Pointer Sisters, werd een grote hit. Even later volgde Excited, een album vol clubnummers. Het jaar erop ontmoette Nissim de toen nog onbekende zangeres Maya Simantov. Deze samenwerking wierp vanaf het begin zijn vruchten af. Na de succesvolle single 'That's The Way I Like It' volgde het nummer 'Searching', waarmee Nissim internationaal doorbrak. Hetzelfde jaar tekende hij een contract bij Star69, het in New York gevestigde platenlabel van dj Peter Rauhofer. In 2005 kwam het studioalbum First Time in twee versies uit: een internationale en een Israëlische versie. Hoewel er geen singles werden uitgebracht, werden sommige nummers grote hits in de housescene. Later verscheen het album als dubbel-cd onder de titel Second Time, met op de bonus cd verscheidene remixes en de hitsingle 'Be My Boyfriend'. Het tweede album dat Nissim samen met Simantov maakte, kreeg de titel Over You en verscheen in 2010. In datzelfde jaar verscheen ook de compilatie Pride All Over met hierop een remix van 'Why Tell Me, Why', de grote hit van de Nederlandse zangeres Anita Meyer.
Tot dat jaar verscheen er ieder jaar een compilatie van Nissims eigen producties en remixes. Het zou tot 2017 duren voor hij de opvolger Love zou uitbrengen. Ondertussen bleef Nissim onverminderd populair als dj en is hij een graag geziene gast tijdens de Tel Aviv Pride. Naast internationale artiesten produceerde hij tevens remixes voor Israëlische artiesten als Ivri Lider ('Boys Just Wanna Have Fun', 'Cinderella Rockefella' en 'Night in White Satin') en Rita ('Jerusalem of Gold', 'Beegharar' en 'Alai'). In 2020 verscheen Nissims meest recente album SuperNatural.
In maart en april 2023 bracht Nissim drie singles uit in samenwerking met de Arabisch-Israëlische zangeres Nasrin Kadri.

## Discografie

### Compilaties
- 2002: Excited
- 2004: Searching
- 2005: OfferNissim
- 2005: The Remixes
- 2007: Forever Tel Aviv
- 2008: Happy People
- 2009: Happy People: Winter Edition
- 2009: Remixed
- 2010: Pride All Over
- 2017: Love
- 2020: SuperNatural
- 2024: Offer Nissim

### Albums met Dana International
- 1993: Dana International
- 1994: Umpatampa
- 1995: E.P.tampa
- 1996: Maganuna

### Albums met Maya Siman-tov
- 2005: First Time
- 2006: Second Time
- 2010: Over You